# گلوشجرد
گلوشجرد، روستایی از توابع بخش مرکزی شهرستان ملایر در ایران است این روستا همه ساله پذیرای مهمانان بسیاری از دنیا می‌باشد.
این روستا در ۵ کیلومتری شهرستان ملایر قرار دارد.در این روستا باغ ها و طبیعت بسیار زیبایی وجود دارد
مختصات: ۳۴°۲۱′۵۸″ شمالی ۴۸°۴۷′۲۴″ شرقی / ۳۴٫۳۶۶۱۱°شمالی ۴۸٫۷۹۰۰۰°شرقی / 34.36611; 48.79000
دارای 2 مجموعه از باغات می باشد که نام یکی زیرباغ ها است و که چسبیده به روستا می باشد و نام دیگری گلدره می باشد که حدود یک کیلومتر از روستای گلوشجرد فاصله دارد؛ قناتی که برای آبیاری گلدره استفاده می شود در گویش محلی ایسیل خوانده می شود. بر اساس آمار سرشماری نفوس و مسکن سال 1390 مرکز آمار تعداد افراد روستا 148 نفر می باشد که 73 نفر مرد و 75 نفر زن می باشند و مجموعاً 37 خانوار در آن ساکن هستند
اولین و تنها پیج رسمی گلوشجرد
https://instagram.com/golushjerd?igshid=zow95tj4vtpf

## جمعیت
این روستا در دهستان حرم‌رود علیا قرار دارد و براساس سرشماری مرکز آمار ایران در سال ۱۳۹۵، جمعیت آن 127 نفر (32خانوار) بوده‌است.
دارای راه آسفالت می‌باشد
دارای 2 مجموعه از باغات می‌باشد که نام یکی زیرباغ‌ها است و که چسبیده به روستا می‌باشد و نام دیگری گلدره می‌باشد که حدود یک کیلومتر از روستای گلوشجرد فاصله دارد؛ قناتی که برای آبیاری گلدره استفاده می‌شود در گویش محلی ایسیل خوانده می‌شود. بر اساس آمار سرشماری نفوس و مسکن سال 1390 مرکز آمار تعداد افراد روستا 148 نفر می‌باشد که 73 نفر مرد و 75 نفر زن می‌باشند و مجموعاً 37 خانوار در آن ساکن هستند